# 마르틴 베하임

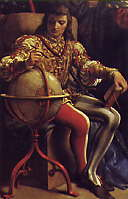
마르틴 베하임

마르틴 베하임(Martin (von) Behaim, 1459년 10월 6일 ~ 1507년 7월 29일) 은 독일의 항해가·지리학자다. 1485년 서아프리카를 탐험하였고, 항해용 기구를 만들었다. 오늘날 남아 있는 지구본 중에 가장 오래된 지구본을 만들었다. 그는 크리스토퍼 콜럼버스의 친구이기도 했다.